# Helvetikum-Aufschluss an der Breitachstraße

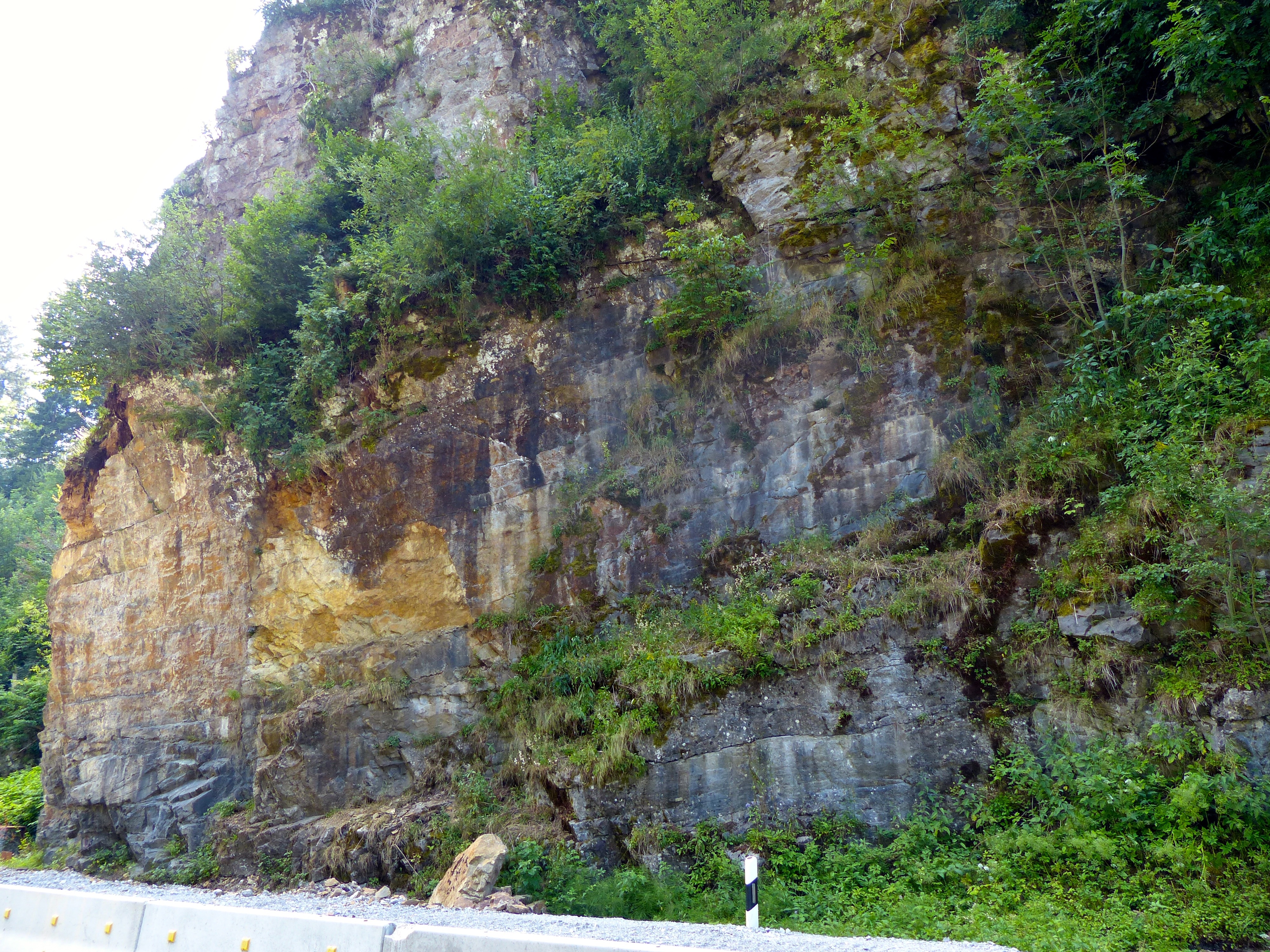
Geotop an der Breitachstraße

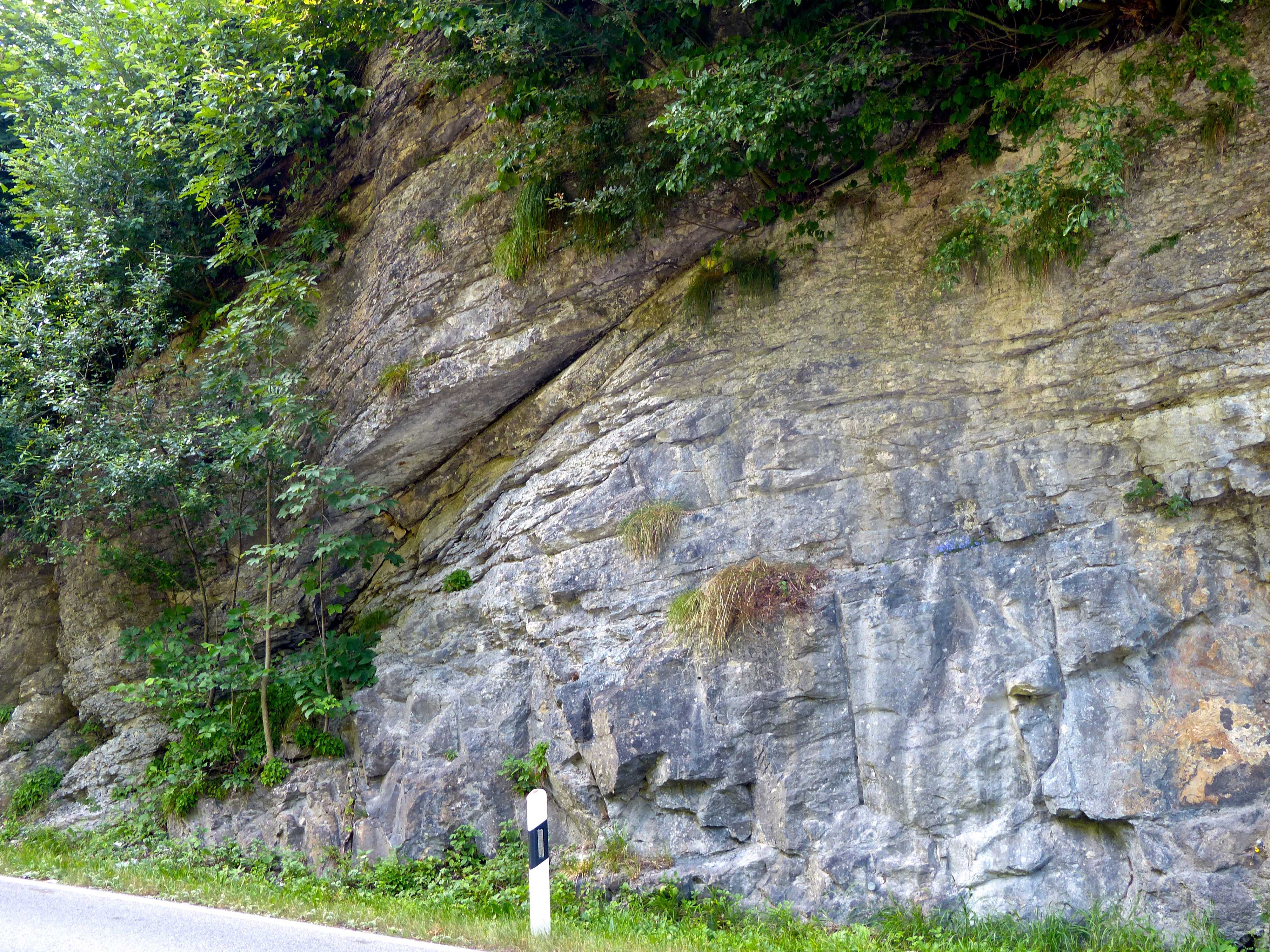
Aufschluss im Helvetikum

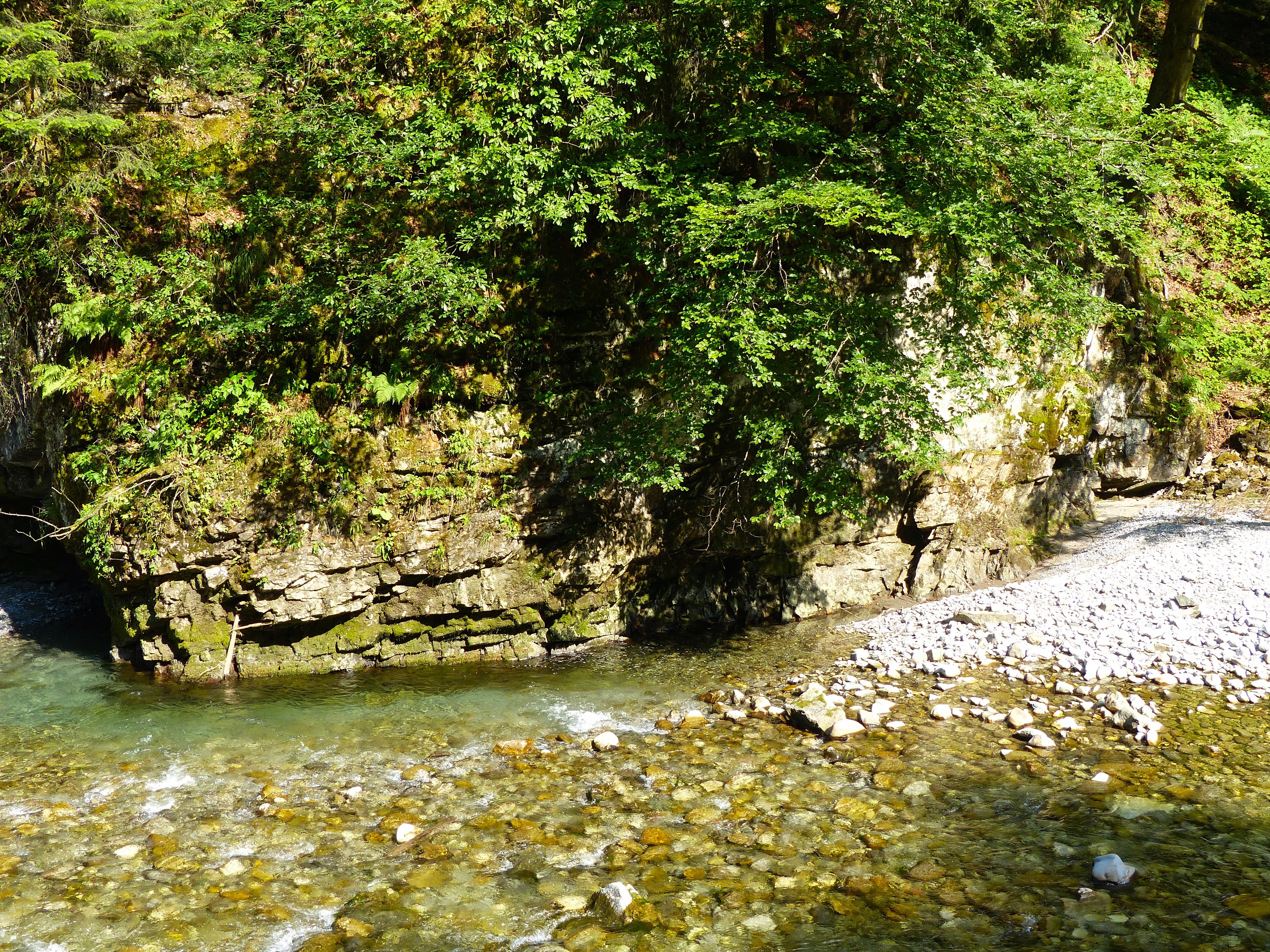
Aufschluss am Breitachufer

Der Helvetikum-Aufschluss an der Breitachstraße ist ein Geotop nordwestlich von Oberstdorf im Landkreis Oberallgäu. Auf einer Länge von 200 m  sind an der Kreisstraße OA 5 deformierte Gesteinseinheiten der Unter- bis Oberkreide des Helvetikums aufgeschlossen.

## Geologie
Im Straßenverlauf wird in einer 3 bis 10 m hohen Felsböschung die Geisberg-Antiklinale angeschnitten. Die ältesten Gesteine befinden sich im Kern der Antiklinalstruktur und werden aus den grauen, gebankten Schrattenkalken der Unterkreide gebildet, die ebenfalls 3 km südlich in der Breitachklamm aufgeschlossen sind.
Diskordant überlagert werden die Schrattenkalke durch eine 20 m mächtige Sandsteinfolge der Brisi-Subformation der Garschella-Formation. Die Basis des Brisi-Sandsteins wird durch einen konglomeratischen Aufarbeitungshorizont gebildet, in dem partienweise Phosphoritknollen und eine Lage mit Bruchstücken von Belemniten eingelagert ist. Die Brisi-Sandsteine sind sowohl nördlich als auch südlich des Sattelkerns aufgeschlossen, auch wenn sich die fazielle Ausbildung und Mächtigkeit der Schichtenfolge auf einem kleinen Raum ändert. Diese Unterschiede sind auf regionale Schwankungen des Meeresspiegels zurückzuführen, die zu den Veränderungen in den Ablagerungsbedingungen geführt haben.
Östlich der Breitach ist in einer Felsböschung der Südflügel der Geisberg-Antiklinale aufgeschlossen, der durch Gesteine der Unterkreide bis Oberkreide gebildet wird. Im Norden des Aufschlusses stehen die Schrattenkalke der Unterkreide an, die hier ebenfalls durch die Sandsteine der Garschella-Formation überlagert werden. Über den Sandsteinen folgen die hellgrauen, feinkörnigen Seewer-Kalke. Überlagert werden im Profil die Kalksteine durch die Mergelsteine der Amdener Schichten. Im Süden sind in dieser Felsböschung die jüngsten Gesteine aufgeschlossen, die schluff-sandigen Gesteine der Wang-Schichten. 
Damit umfassen die hier aufgeschlossenen Schichtenfolgen, die in einem überwiegend flachen Meer auf dem Schelf am Südrand der Europäischen Kontinentalplatte abgelagert wurden, einen Zeitraum von rund 60 Mio. Jahren – vom Aptium bis zum Maastrichtium.
Die tektonische Beanspruchung und Überschiebung des Helvetikums auf das nördliche Alpenvorland begann im Alttertiär.  
Das Geotop Helvetikum-Aufschluss an der Breitachstraße  ist vom Bayerischen Landesamt für Umwelt als geowissenschaftlich wertvolles Geotop (Geotop-Nr. 780a009), mit einer Eignung als Exkursions- und Forschungsobjekt eingestuft worden. Im Jahr 2015 wurde die Felsböschung mit Netzen gegen Steinschlag gesichert.